# Tribes of the City
Tribes of the City (прежнее название The Movies) — латвийская англоязычная музыкальная группа, играющая в жанрах  пост-рок, дрим-поп и shoegaze. Группа основана в 2003 году и к настоящему времени записала три альбома. Группа получила большую популярность у себя на родине и была номинирована на церемонию MTV Europe Music Awards 2007 от балтийских стран. На Latvian Music Awards в 2009 году за альбом Recipe of the Golden Dream группа получила высшую награду в номинации лучший альтернативный альбом.

## Дискография
- 2004 — Running to the Sun
- 2006 — For the Sleepy People
- 2009 — Recipe of the Golden Dream(2 CD)
- 2019 — Rust and Gold

## Состав
- Интс Барканс (Ints Barkāns) — ударные
- Сергей Ярамишян (Sergejs Jaramišjans) — гитара
- Юрий Юст (Juris Justs) — бас-гитара
- Михаил Сергеев (Mihails Sergejevs) — синтезатор
- Ксения Заке (Ksenija Zaķe) — вокал, гитара, лирика
- Андрей Васильев (Andrejs Vasiļjevs) — гитара